# Izabella Alvarez
Izabella Alvarez (Irvine, California, 1 de marzo de 2004) es una actriz estadounidense, conocida por interpretar personajes en series de televisión, como Shameless, Westworld, y Walk the Prank. También interpretó al personaje de Vera en la película Magic Camp, producida por Walt Disney Pictures. Su labor más reciente es ser la voz del personaje Ronalda "Ronnie" Anne Santiago en la serie de televisión animada The Loud House y su serie spinoff The Casagrandes, ambas producciones de Nickelodeon.

## Carrera
Alvarez ingresó al mundo de la actuación a partir de los seis años de edad. Su primer rol fue junto con su familia, en un comercial de televisión minorista. Desde entonces, comenzó a interpretar personajes para películas y series de televisión.
Su primer papel recurrente fue el de Sarah en la cuarta temporada de Shameless. En 2017, fue elegida como actriz para la película televisiva Raised by Wolves, donde interpretó el personaje de Dolly Gabel, hija de Sheila Gabel (Georgia King). También fue elegida para interpretar el personaje de Vera en la película Magic Camp.
Entre otros papeles recurrentes, se encuentra su participación en programas como Splitting Up Together y Walk the Prank.
En 2019, Alvarez ha sido la actriz de voz del personaje Ronalda "Ronnie" Anne Santiago en la serie animada The Loud House y su spinoff The Casagrandes, cuyo papel había sido interpretado anteriormente por Breanna Yde.

## Filmografía

### Películas
| Año  | Título                   | Personaje   | Notas                       |
| ---- | ------------------------ | ----------- | --------------------------- |
| 2020 | Magic Camp               | Vera        | Posproducción               |
| 2018 | Collisions               | Itan        | Documental                  |
| 2017 | Raised by Wolves         | Dolly Gable | Película para la televisión |
| 2016 | Little Dead Rotting Hood | Kendra      | Película de horror          |

### Televisión
| Año             | Título                      | Personaje                  | Notas                                               |
| --------------- | --------------------------- | -------------------------- | --------------------------------------------------- |
| 2019 - presente | The Casagrandes             | Ronnie Anne Santiago (voz) | Personaje principal                                 |
| 2019 - presente | The Loud House              | Ronnie Anne Santiago (voz) | Personaje secundario                                |
| 2021            | The Loud House: la película | Ronnie Anne Santiago (voz) | Personaje secundario                                |
| 2018            | S.W.A.T.                    | Amy                        | Episodio: "The Tiffany Experience"                  |
| 2018            | Splitting Up Together       | Hazel                      | Personaje secundario                                |
| 2018            | Craig of the Creek          | Wildernessa (voz)          |                                                     |
| 2016-2018       | Westworld                   | La hija de Lawrence        | Recurring Función                                   |
| 2017-2018       | Walk the Prank              | Anna                       |                                                     |
| 2017            | Henry Danger                | Sharon                     | Episodio: "Ballons of Doom"                         |
| 2016            | The Odd Couple              | Birdie                     | Episodio: " I Kid, You Not"                         |
| 2016            | Teachers                    | Debbie                     | Piloto                                              |
| 2014            | Anger Management            | Myla                       | Episodio: "Charlie & the Return of the Danger Girl" |
| 2014            | Shameless                   | Sarah                      | Personaje secundario                                |